# Юрий Шчербаков
Юрий Щчербаков (на руски: Юрий Щербаков) е руски певец, акордеоист, изпълнител на казашки народни песни и градски романси, актьор. По произход е хоперски казак. Солист е на ансамбъла за казашки песни „Станица“ във Волгоград и фолклорния ансамбъл за старинни казашки песни „Бузулук“ в Новоанинския район на града.
Дядо му по майчина линия, Алексей го запознава с музиката и китарата, акордеона, балалайката и с някои други инструменти. Опитва се да учи в местното музикално училище, но поради нисък успех е принуден да стане самоук. Когато семейството му премества във Волгоград, започва работа като чирак на механик в производствено обединение „Барикади“, което по това време се специализира в производството на наземни агрегати за ракетната система „Топол“. От първата си заплата купува и първият си магнетофон марка „Соната“ за да прави записи на казашка музика, не различни поп песни. След казармата от началото на 21 век, през 2010 г. се дипломира по народно изкуство от Волгоградския държавен институт за изкуство и култура (ВГИИК), където по-късно е преподавател.

## Награди
- Заслужил деятел на културата на Руската федерация (2023).[2]

## Дискография
| Заглавие                               | От   |
| -------------------------------------- | ---- |
| Жестокий романс                        | 2009 |
| Ох, любовь, ты любовь                  | 2018 |
| Любо, братцы, любо                     | 2020 |
| Была весна                             | 2020 |
| Песни Верхнего Дона                    | 2024 |
| Романсы Верхнего Дона                  | 2024 |
| Не для меня                            | 2024 |
| Когда мы покидали свой родимый край... | 2024 |

## Филмография
| От   | Филм                                    | Роля                               | Режисьор            |
| ---- | --------------------------------------- | ---------------------------------- | ------------------- |
| 2005 | Атаман                                  | в саундтрака                       | Василий Мишченко    |
| 2008 | Баща                                    | епизодична                         | Василий Мишченко    |
| 2011 | Изгорени от слънцето 2 „Цитаделата“     | затворник баянист                  | Никита Михалков     |
| 2013 | Братя по обмен                          | Юра, осъден в селище в колония     | Александър Жигалкин |
| 2014 | Изгорени от слънцето 2                  | казак с акордеон                   | Никита Михалков     |
| 2014 | Братя по обмен 2                        | Юра                                | Александър Жигалкин |
| 2015 | Пансион „Приказка“, или включени чудеса | Едуард Владимирович, електротехник | Александър Жигалкин |
| 2017 | Анна Каренина                           | войник с акордеон                  | Карен Шахназаров    |